# Coppa del Re 1928-1929
La Copa del Rey 1928-1929 fu la 29ª edizione della Coppa del Re. Il torneo iniziò l'8 dicembre 1928 e si concluse il 3 febbraio 1929. In questa edizione fu abolita la fase a gironi per limitare il numero delle partite e dare alle squadre una migliore preparazione in vista del primo campionato spagnolo di lega. Il numero di squadre per regione, tra cui le Baleari e le Canarie, non fu più fisso ma parametrato sulla forza di ciascun campionato locale. La finale si svolse allo Stadio Mestalla di Valencia dove, per la prima volta, l'Espanyol vinse questa competizione.

## Partecipanti
- Aragona: Iberia Sociedad Cultural, Patria Aragón
- Asturie:  Real Oviedo  Sporting Gijón
- Baleari: CD Alfonso XIII
- Biscaglia:  Athletic Bilbao  Arenas Getxo  Alavés
- Canarie: Marino FC
- Cantabria:  Racing Santander  Torrelavega
- Castiglia e León:  Leonesa  Real Valladolid
- Catalogna:  Español  CE Europa  Barcellona
- Madrid:  Real Madrid  Racing Madrid  Athlétic Madrid
- Estremadura:  Deportivo Extremeño
- Galizia:  Racing Ferrol  Celta Vigo
- Gipuzkoa:  Real Unión  Real Sociedad  CD Logroñés
- Murcia:  Real Murcia  Elche
- Navarra:  Osasuna
- Andalusia:  Siviglia  Real Betis
- Valencia:  Castellón  Valencia

## Sedicesimi di finale
|                 | Risultato |                     | Andata | Ritorno | Spareggio |  |
| --------------- | --------- | ------------------- | ------ | ------- | --------- |  |
| CE Europa       | 4 - 4     | Valencia            | 3 - 2  | 1 - 2   | 3 - 4     |  |
| Athlétic Madrid | 3 - 0     | Deportivo Extremeño | 3 - 0  | 0 - 0   |           |  |
| Real Madrid     | 9 - 2     | Real Oviedo         | 5 - 0  | 4 - 2   |           |  |
| Real Betis      | 1 - 2     | CD Logroñés         | 1 - 0  | 0 - 2   |           |  |
| Iberia SC       | 2 - 3     | Racing Madrid       | 2 - 0  | 0 - 3   |           |  |
| Celta Vigo      | 3 - 8     | Athletic Bilbao     | 2 - 1  | 1 - 7   |           |  |
| Alavés          | 1 - 3     | Racing Ferrol       | 1 - 1  | 0 - 2   |           |  |
| Castellón       | 5 - 4     | Leonesa             | 4 - 2  | 1 - 2   |           |  |
| Arenas Getxo    | 5 - 1     | Real Unión          | 2 - 0  | 3 - 1   |           |  |
| Sporting Gijón  | 5 - 9     | Español             | 3 - 4  | 2 - 5   |           |  |
| Torrelavega     | 7 - 2     | CD Alfonso XIII     | 5 - 1  | 2 - 1   |           |  |
| Real Sociedad   | 10 - 0    | Patria Aragón       | 6 - 0  | 4 - 0   |           |  |
| Barcellona      | 9 - 3     | Racing Santander    | 7 - 1  | 2 - 2   |           |  |
| Real Valladolid | 2 - 8     | Siviglia            | 2 - 0  | 0 - 8   |           |  |
| Real Murcia     | 4 - 3     | Osasuna             | 4 - 2  | 0 - 1   | 2 - 4     |  |
| Elche           | [ 2 ]     | Marino FC           | -      | -       |           |  |

## Ottavi di finale
|               | Risultato |                 | Andata | Ritorno |  |
| ------------- | --------- | --------------- | ------ | ------- |  |
| Barcellona    | 6 - 0     | Real Sociedad   | 6 - 0  | 0 - 0   |  |
| Arenas Getxo  | 5 - 9     | Español         | 4 - 6  | 1 - 3   |  |
| Racing Ferrol | 1 - 5     | Athletic Bilbao | 1 - 1  | 0 - 4   |  |
| Valencia      | 2 - 5     | Racing Madrid   | 1 - 3  | 1 - 2   |  |
| Torrelavega   | 3 - 4     | Athlétic Madrid | 2 - 3  | 1 - 1   |  |
| Real Madrid   | 13 - 0    | CD Logroñés     | 8 - 0  | 5 - 0   |  |
| Osasuna       | 2 - 5     | Siviglia        | 0 - 1  | 2 - 4   |  |
| Castellón     | 7 - 0     | Elche           | 5 - 0  | 2 - 0   |  |

## Quarti di finale
|             | Risultato |                 | Andata | Ritorno |  |
| ----------- | --------- | --------------- | ------ | ------- |  |
| Español     | 9 - 3     | Athlétic Madrid | 5 - 1  | 4 - 2   |  |
| Siviglia    | 0 - 3     | Barcellona      | 0 - 1  | 0 - 2   |  |
| Castellón   | 3 - 4     | Athletic Bilbao | 2 - 2  | 1 - 2   |  |
| Real Madrid | 9 - 3     | Racing Madrid   | 3 - 1  | 6 - 2   |  |

## Semifinali
|             | Risultato |                 | Andata | Ritorno |  |
| ----------- | --------- | --------------- | ------ | ------- |  |
| Real Madrid | 7 - 2     | Athletic Bilbao | 3 - 1  | 4 - 1   |  |
| Español     | 3 - 1     | Barcellona      | 2 - 0  | 1 - 1   |  |

## Finale
| Arbitro: | Pelayo Serano |

|                       |           |             |
| Tena II 55’ Bosch 70’ | Marcatori | 75’ Lazcano |